# Su-26
Su-26 (ros. Су-26) – radziecki samolot akrobacyjny zaprojektowany w biurze konstrukcyjnym im. P. Suchoja

## Historia
W 1983 roku w biurze konstrukcyjnym im. P. Suchoja na zlecenie Komitetu Centralnego DOSAAF (pol. Ochotnicze Towarzystwo Współdziałania z Armią, Lotnictwem i Flotą ZSRR), któremu podlegała reprezentacja ZSRR w lotnictwie akrobatycznym opracowano nowy samolot akrobacyjny, który miał zastąpić dotychczas stosowany samolot Jak-50.
Pracę nad samolotem prowadzili młodzi konstruktorzy biura przy współpracy ze studentami z Moskiewskiego Instytutu Lotniczego. Samolot ten oznaczono jako Su-26, a prototyp oblatano w dniu 30 czerwca 1984 roku, gdyż KC DOSAAF przewidywał jego użycie w mistrzostwach świata w 1986 roku.  Była to konstrukcja eksperymentalna, gdyż została wykonana z kompozytów.
Po próbach w locie, które trwały zaledwie 2 tygodnie, samolot wprowadzono do produkcji i sukcesywnie przekazywano je do poszczególnych aeroklubów. W 1986 roku na samolocie tym w mistrzostwach świata brała udział reprezentacja ZSRR, która zajęła I miejsce.
Później opracowano jeszcze dwie wersje, a produkcję zakończono 1986 roku. Łącznie zbudowano 70 samolotów tego typu wszystkich wersji. Część z nich sprzedano do Szwajcarii  i Stanów Zjednoczonych.

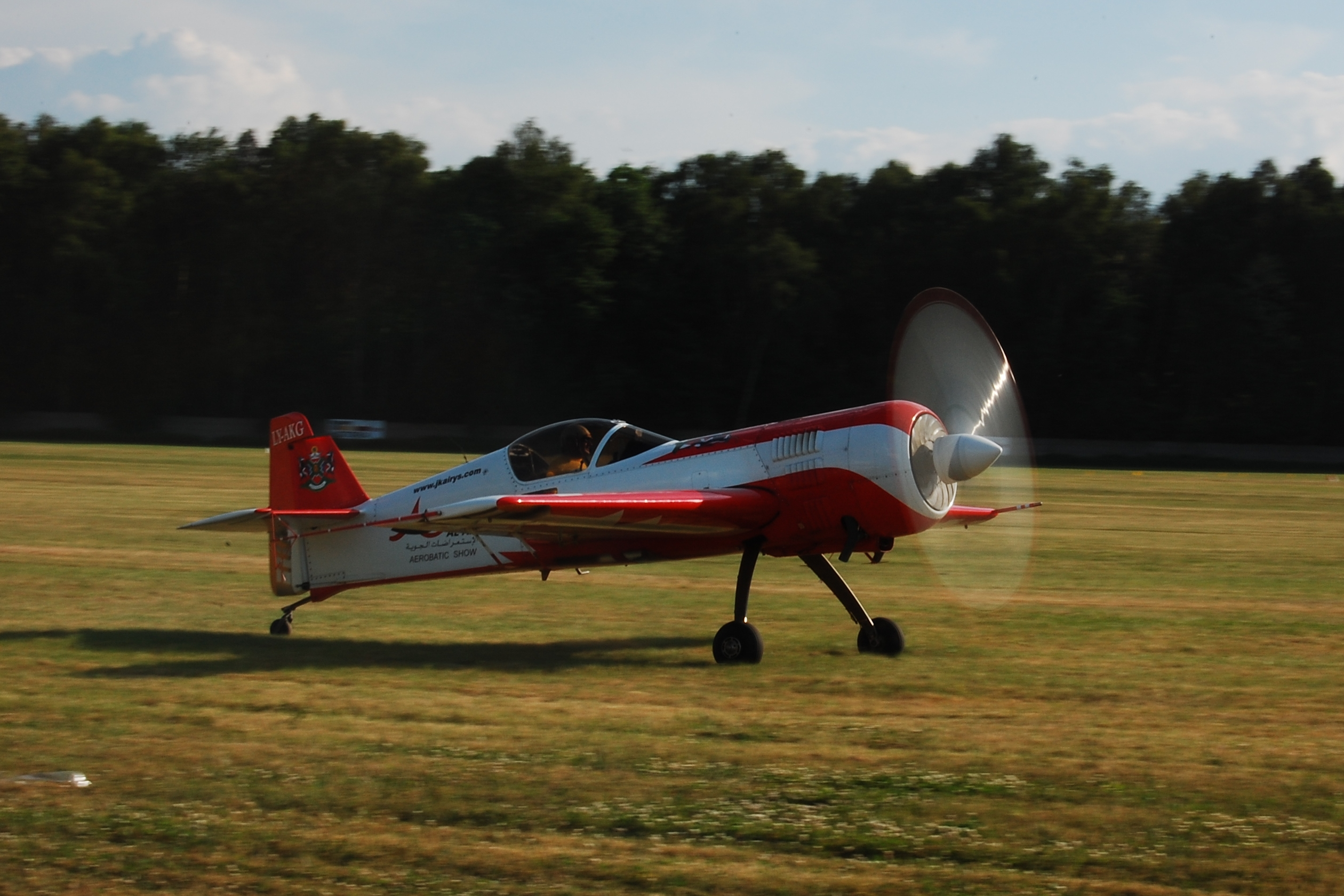
Su-26 na Pikniku w Góraszce 2008

## Konstrukcja
Samolot Su-26 to jednomiejscowy samolot akrobacyjny o konstrukcji kompozytowej. Samolot odznaczał się prostotą rozwiązań i technologii oraz niskimi kosztami, miał także znacznie większe resursy niż używany w aeroklubach DOSAAF samolocie Jakowlew Jak-50.
Dla zapewnienia możliwości wykonywania bez ograniczeń – ze względu na wytrzymałość – akrobacji, przyjęto wyższe współczynniki obciążenia z porównaniu do używanych samolotów akrobacyjnych Jak-55 i Zlin 50L. Był także mniejszy od tych samolotów i zwrotniejszy.
Zbudowany jest w układzie wolnonośnego średniopłata, z wolnonośnym usterzeniem oraz resorowymi goleniami stałego podwozia przedniego.
Skrzydło o obrysie trapezowym ze zbieżnością 1,7:1, bez skosu i wznosu. Zastosowano profil symetryczny, który w partii lotek ma część tylną podgiętą ku górze. Geometria i aerodynamika skrzydła zapewniają dużą symetrię w płaszczyźnie pionowej i ułatwiają wykonywanie figur akrobacyjnych w locie odwróconym, przy zwiększonej skuteczności lotek. Prędkość obrotu samolotu wokół osi podłużnej wynosi 6 rad./s. Skrzydło niedzielone, dwudźwigarowe z dźwigarami wykonanymi z kompozytu z włókna węglowego, z pokryciem 3-warstwowym kompozytu z włókna szklanego oraz z wypełniaczem ze spienionego tworzywa. Lotki wykonane są podobnie jak skrzydło. Kadłub ma szkielet wykonany ze spawanych rur, pokrycie kompozytowe. Kabina pilota zakryta, w bocznych ścianach zastosowano duże okna ułatwiające pilotowi obserwację. Fotel pilota pochylony jest pod kątem 45º, co ułatwia znoszenie dużych przeciążeń.
Napęd stanowi 9-cylindrowy silnik gwiazdowy Wiedieniew M-14R z obudowanym pierścieniem aerodynamicznym 3-łopatowym śmigłem Hoffmana.